# Rikskansliråd
Rikskansliråd var en hög ämbetsmannatitel under stormaktstiden och frihetstiden. 
När Kunglig Majestäts kansli inrättades som ett kanslikollegium 1626 biträddes dess chef, rikskanslern, av ett par riksråd som fick titeln rikskansliråd. Övriga ämbetsmän i kanslikollegiet, till exempel hovkanslern, var inte riksråd. Kanslikollegium var ett förvaltande verk för utrikesärendena och ett flertal civila inrikesärenden, men tillförsäkrades av Axel Oxenstierna också ställningen som expedierande verk. Detta innebar att rikskansliråden fick ett stort inflytande på förvaltningsärendena. I samband med karolinska enväldets införande 1680 avskaffades ämbetsmannatitlarna rikskansler, som ersattes av en kanslipresident, och rikskansliråd. 
Från 1719 är rikskanslirådet den näst högsta ämbetsmannen efter kanslipresidenten. I 1720 års regeringsform markerades Kanslikollegiums särställning genom att kanslipresidenten och rikskanslirådet ensamma bland alla kollegieämbetsmän fick plats i riksrådet. Kanslipresidenten och rikskanslirådet utgjorde därmed den viktigaste personliga länken mellan rådet och de centrala ämbetsverken och kom under hela frihetstiden att inta en ledande ställning i rådet. Efter Gustav III:s statskupp minskade kanslikollegiums betydelse och det upplöses slutligen 1801.
Några personer som varit rikskansliråd:
- Peder Gustafsson Banér 1626-
- Johan Nilsson Gyllenstierna d.y. 1668-1673
- Johan August Meijerfeldt d.ä. 1719-1720
- Gustaf Bonde d.y. 1731-1739
- Carl Gustaf Tessin 1742-1747
- Claes Ekeblad d.y. 1747-1761
- Fredrik von Friesendorff 1765-68
- Ulrik Scheffer 1769-1772
- Melker Falkenberg 1772-1783